# Staatsfeindlichkeit nicht länger dulden
Werktätige des Bezirkes fordern: Staatsfeindlichkeit nicht länger dulden war der Titel eines Leserbriefs, der am 6. Oktober 1989 in der Leipziger Volkszeitung (LVZ) erschien, dem Leipziger Bezirksorgan der SED. Verfasser war Günter Lutz, ein Kommandeur der Kampfgruppen der Arbeiterklasse. Darin wandte sich Lutz, angeblich im Auftrag der Kampfgruppenhundertschaft „Hans Geiffert“, gegen die Montagsdemonstrationen in Leipzig und kündigte an, dass die Hundertschaft bereit sei, die Demonstrationen auch „mit der Waffe in der Hand ... endgültig und wirksam zu unterbinden“. Diese Drohung mit Gewalt sorgte am Vortag des vierzigsten Jahrestags der DDR für Empörung. Der Brief wird oft als ein Katalysator für die Montagsdemonstrationen in Leipzig und damit auch für die Wende und friedliche Revolution in der DDR gesehen.

## Vorgeschichte
Aufgrund der massiven Ausreisewelle, der Reformen in anderen Staaten des Ostblocks, der fehlenden Reformbereitschaft der SED-Führung um Erich Honecker sowie aufgrund der Wahlfälschungen bei den Kommunalwahlen am 7. Mai 1989 war die Oppositionsbewegung in der DDR stark angewachsen. Ab September 1989 fanden in Leipzig nach Gebeten in mehreren Kirchen Demonstrationen statt, die oft gewaltsam beendet wurden. Für den Feiertag am 7. Oktober erwartete die Parteiführung ebenfalls Demonstrationen.
Die Kampfgruppen waren nach dem Aufstand vom 17. Juni 1953 gebildet worden, auch, um in Zukunft Proteste niederzuwerfen. Am 27. September 1989 forderte die SED-Bezirksleitung Leipzig, dass aus den Kampfgruppen Stellungnahmen zu „organisieren“ sein, in denen sich die Angehörigen der Kampfgruppen öffentlich zu ihrer Bereitschaft bekennen, die DDR „mit der Waffe gegen innere und äußere Feinde zu verteidigen“. Daraufhin verfasste Lutz sein Schreiben als die gewünschte Stellungnahme für den Gebrauch innerhalb der SED.

## Der „Leserbrief“ von Günter Lutz und die Folgen
Am 5. Oktober 1989 erschien in der LVZ ein Leserbrief eines Kampfgruppenkommandeurs unter dem Titel „Nicht nur zusehen“. Am 6. Oktober 1989 folgte Lutz’ Text auf der zweiten Seite der LVZ als Leserbrief. Lutz behauptete zunächst, dass „gewissenlose Elemente“ kirchliche Veranstaltungen  „missbraucht[en,] [...] um staatsfeindliche Provokationen gegen die DDR durchzuführen“. Er erklärte, seine Kampfgruppe sei bereit, „das von uns mit unserer Hände Arbeit Geschaffene wirksam zu schützen, um diese konterrevolutionären Aktionen endgültig und wirksam zu unterbinden. Wenn es sein muss, mit der Waffe in der Hand“. Abschließend sprach Lutz den Demonstranten das Recht ab, Lieder und Losungen der Arbeiterbewegung zu verwenden.
Günter Lutz gehörte der Leitung des Baukombinats Leipzig an und war seit 25 Jahren Mitglied der SED und der Betriebskampfgruppe. Die Veröffentlichung seines Textes als Leserbrief am 6. Oktober als Leserbrief hatte die Stadtleitung der SED ohne Absprache mit Lutz entschieden. Noch am selben Tag erreichten Günther Lutz (mit h), der anders als Günter Lutz im Telefonbuch stand, über hundert empörte Anrufe, sodass dem Unbeteiligten die Deutsche Volkspolizei eine neue Telefonnummer zuweisen musste. Der echte Günter Lutz fand am 9. Oktober ein von Leipziger Bürgern unterschriebenes Protestschreiben in seinem Briefkasten. Die LVZ erhielt zahlreiche kritische Briefe ihrer Leser, einzelne Redakteure klagten über Telefonterror, der bis zu Morddrohungen ging.
Am 9. Oktober demonstrierten über 70.000 Menschen friedlich in der Leipziger Innenstadt; die Proteste wurden nicht niedergeschlagen. Günter Lutz selber war an diesem Tag mit seiner Kampfgruppe im Einsatz und führte Gespräche mit Demonstranten. Der Kabarettist Bernd-Lutz Lange, der am 9. Oktober gemeinsam mit fünf weiteren Persönlichkeiten, den Leipziger Sechs, einen Aufruf zur Gewaltlosigkeit veröffentlicht hatte, meinte im Nachhinein, dass Lutz’ Brief letztlich „eine Revolution ausgelöst“ habe.
Die Junge Welt, die Zeitung der Freien Deutschen Jugend, veröffentlichte am 11. Oktober Lutz’ Brief und stimmte ihm zu. Am 18. Oktober 1989 druckte die Betriebszeitung des Baukombinats das Protestschreiben an Lutz ab, verurteilte es und behauptete, dass viele Betriebsangehörige Lutz’ Standpunkt teilten.
Auch die westdeutsche Presse reagierte auf den Aufruf, insbesondere Die Welt und die taz, der Leserbrief wurde als Gewaltankündigung aufgefasst. Die taz ließ auch den Bürgerrechtler Rolf Henrich zu Wort kommen, der von einem „eindeutigen Aufruf zur Gewaltanwendung“ sprach. In der Wochenendausgabe der LVZ vom 21./22. Oktober 1989 erschien ein weiterer Artikel von Günter Lutz, in dem er behauptete, missverstanden worden zu sein; er sei zwar für Dialog, aber die Straße sei dazu kein geeigneter Ort. Es kam zu weiteren Anfeindungen gegenüber Lutz, wobei die SED-Parteileitungen in der Stadt und im Bezirk Leipzig Lutz nicht unterstützten. Zwar entschied die Bezirksparteikontrollkommission, die LVZ solle klarstellen, dass der Brief ohne Lutz’ Zustimmung veröffentlicht worden war; doch kam es nicht dazu. Nach Lutz’ Angaben beruhte sein Text auf einer falschen Einschätzung der Lage.

## Weblink
- Der gesamte Brief „Staatsfeindlichkeit nicht länger dulden“ auf der Website der Gedenkstätte Museum in der „Runden Ecke“